# Eduard von Stoeckl

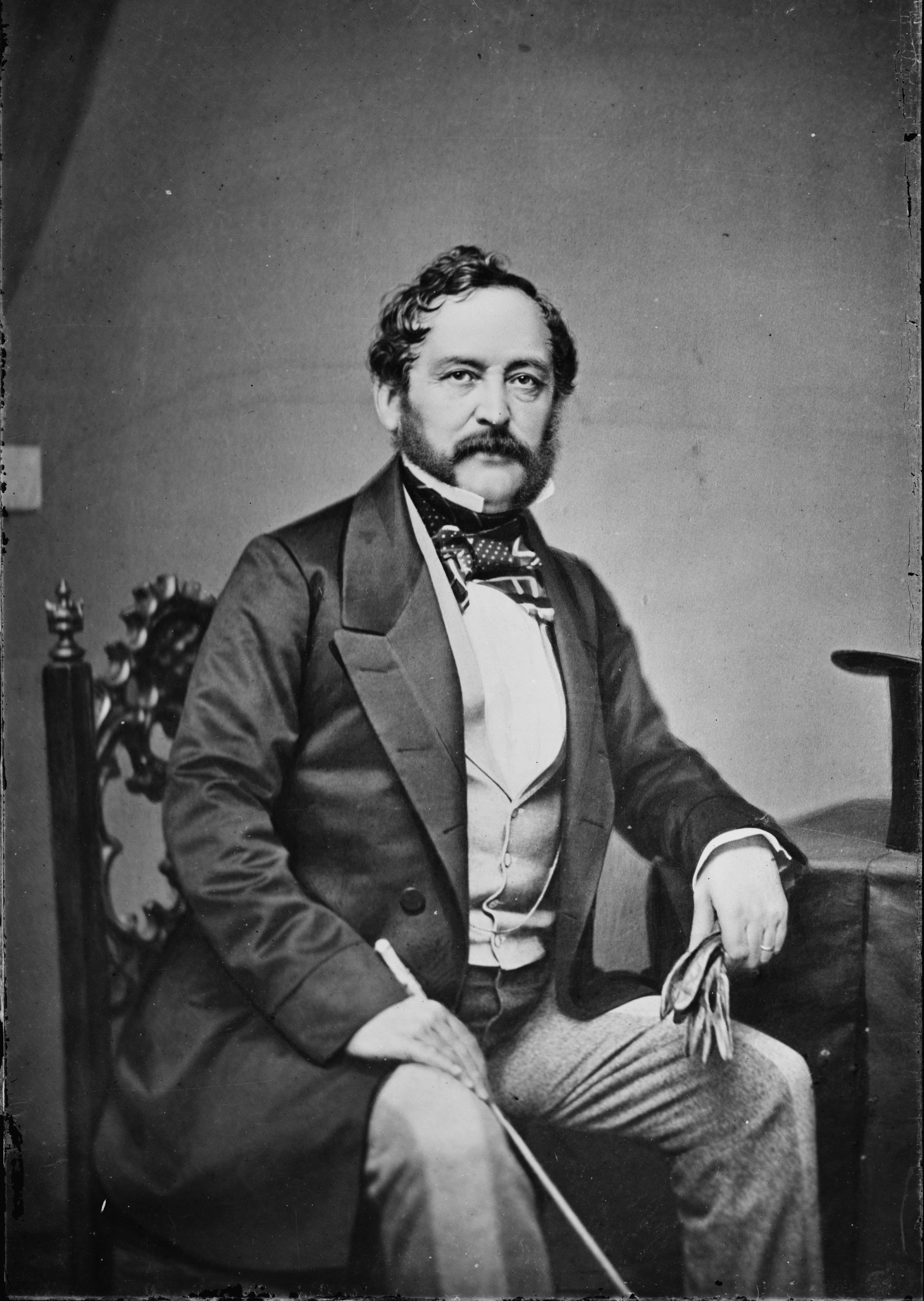
Baron de Stoeckl
(Library of Congress, Washington D.C., entstanden zwischen 1855 und 1865)

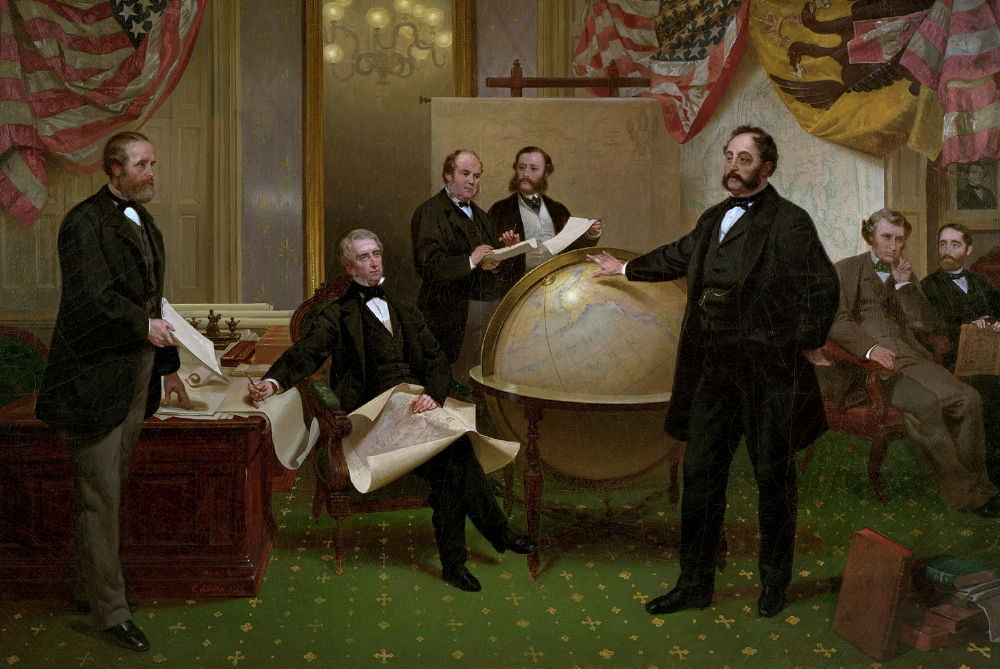
William H. Seward und Eduard von Stoeckl bei den Verhandlungen zum Alaska Purchase. Gemälde von Emanuel Leutze

Eduard Andrejewitsch Stoeckl (russisch Эдуард Андреевич Стекль, wiss. Transliteration Ėduard Andreevič Stekl'; * 1803 (Geburtsdatum und -ort unsicher); † 26. Januar 1892 in Paris) war ein russischer Diplomat. Als Gesandter in den Vereinigten Staaten (1857–1868) verhandelte er den Verkauf von Russisch-Amerika (heute Alaska) an die Vereinigten Staaten (Alaska Purchase). Seine Eltern waren der österreichische Beamte Andreas von Stoeckl (Archivar der österreichischen Internuntiatur in Istanbul) und Maria Pisani, die Tochter von Nicolas Pisani, einem Dragoman italienischer Abstammung in Konstantinopel. In seinem späteren Leben trat er mit dem nicht verbürgten Titel Baron auf.

## Leben
Nachdem er seine Schulzeit am Lycée Richelieu in Odessa beendet hatte, trat er wie sein Vater in russische Dienste. Zunächst diente er in Moldau, der Walachei und in Konstantinopel, 1839 kurzzeitig in Washington und anschließend in London. 1848 war er in Washington als Chargé d’Affaires zurück. Während eines Heimaufenthaltes des Gesandten in den USA Aleksandr Bodisko vertrat Stoeckl diesen 1849/50. 1853 wurde Stoeckl zum Generalkonsul auf den Sandwichinseln (Hawaii) ernannt, aber bereits Anfang 1854 nach Washington zurückberufen, da man ihn hier während des Krimkrieges (1853–1856) zum Legationsrat ernannt hatte. Noch während sich Stoeckl auf seiner Rückreise nach Washington befand, starb Bodisko. Stoeckl wurde daraufhin wiederum zum Chargé d’Affaires ernannt und erfuhr Anfang 1857, dass noch der bereits verstorbene alte Zar Nikolaus I. (1796–1855) ihn zum Gesandten (Missionschef der Gesandtschaft in Washington, D.C. und ein diplomatischer Rang, gerade unterhalb dem eines Botschafters) ernannt hatte.
Stoeckl baute zum Teil enge freundschaftliche Beziehungen mit vielen amerikanischen Würdenträgern und Politikern auf, so auch mit dem Senator und späteren Außenminister der USA William H. Seward, mit dem er später die Verhandlungen über den Alaska Purchase führte. Trotz allem war Stoeckl zeit seines Lebens überzeugter Monarchist und betrachtete die Demokratie mit Misstrauen.
Der Verkauf Russisch-Amerikas an die USA wurde von Stoeckl derart begründet, dass er behauptete, die russische Regierung könne so ihre Ressourcen in Sibirien, speziell im Gebiet um den Fluss Amur, besser bündeln. Strategisch argumentierte er, dass Russland damit späteren Konflikten mit den USA aus dem Weg gehen könne, weil er die Expansion der USA in Nordamerika als unvermeidbar ansah.

## Späte Jahre
Stoeckl unterzeichnete den Verkauf von Alaska am 30. März 1867. Für die erfolgreichen Verhandlungen belohnte ihn Zar Alexander II. mit 25.000 Rubel (etwa 19.000 US-Dollar in Gold) und einer jährlichen Pension von 6000 Rubel, beginnend mit dem 20. April 1869. Es gilt als höchstwahrscheinlich, konnte aber nie zweifelsfrei bewiesen werden, dass Stoeckl amerikanische Politiker bestach, damit Russland die längst überfällige Kaufpreiszahlung für Alaska von den USA erhielt.
Am 2. Januar 1856 hatte Stoeckl die amerikanische Pastorentochter Eliza W. Howard aus Springfield, Massachusetts geheiratet. Aus dieser Ehe ging ein Sohn, Wladimir, hervor, der, als Zar Alexander II. sich als Pate bereit erklärte, Alexander getauft wurde.
Wegen seiner sich verschlechternden Gesundheit trat Stoeckl 1869 von seinem Amt zurück und siedelte mit seiner Familie nach Paris um, wo sie in einem Appartement am 59, Boulevard Malesherbes wohnten. Während des Deutsch-Französischen Krieges 1870/71 lebte die Familie kurze Zeit in London. Im Alter von 89 Jahren starb Stoeckl am 26. Januar 1892 in Paris. Sein Grab befindet sich auf dem Friedhof von Saint-Germain-en-Laye. Seine Frau Eliza starb am 20. Dezember 1913, ebenfalls in Paris. Sein Sohn Alexander wurde genau wie sein Vater und Großvater russischer Diplomat.
Er heiratete 1892 die Irin Agnes Barron. Aus der Ehe ging die Tochter Zoia (1893–1974) hervor.